# Руса
Руса (росопас, ластина трава, лишавица, лишајница, змијино млеко, ластавичина суза) или лат. Chelidonium majus је биљка из породице макова (Papaveraceae).

## Опис биљке
Вишегодишња зељаста биљка усправног стабла које се обрасло оштрим штрчећим длакама. Корен је добро развијен, жиличаст. Ризом кратак, дрвенаст, са једном, ретко више розета листова. Стабло је усправно, гранато, прекривено маљама, висине око пола метра, ваљкасто, плавичастозелено. Листови су крупни, наизменично распоређени, непарно перасто дељени на 5 до 7 листића, широки од 3 до 14 центиметара, а дугачки од 4.5 до 20 центиметара, на наличју сиви и длакави, углавном међу нервима. На лицу листови су зелени или светлозелени, голи, на наличју светлозелени, сивозелени или плавичастозелени. Доњи листови су са дршком, а горњи без (седећи су). Листићи су са кратком дршком, јајасти, издужено јајасти до елиптични, на ободу нарецкани или ређе усечени; врши листић највећи, обично трорежњевит, остали асиметрични, често у доњем делу са по једним бочним режњем. Цветови су жути, актиноморфни, на голој дршци дужине 1 до 5 центиметара у пазуху зеленкасте брактеје, сакупљени на врховима стабла у ретке штитасте цвасти. Чашица има 2 листића, који су слободни, јајасти, жутозелени, проређено длакави или голи, опадају након отварања цвета. Круничних листића има 4 дужине од 0.7 до 1.7 центиметара, а ширине од 0.7 до 1.3 центиметара, слободни, обрнуто јајасти, цели или понекад урезани, јарко жуте боје. Период цветања је од априла до августа, Крунични и чашични листићи лако опадају, а прашника има велики број. Тучак се састоји из 2 карпеле, плодник линеаран, прав, го, зелен; стубић врло кратак, задебљао, жиг дворежњевит с ободом повијеним надоле .Плод је издужена чаура са пуно семена. Сви делови биљке садрже отрован жутонаранџасти сок.

## Ареал распрострањености
Среће се на простору Европе и на западу Азије. 

## Станиште
Влажна засењена места, проређени шумарци и шибљаци, рудерална станишта и око насеља, поред путева и ограда, на рушевинама, зидинама и ђубриштима, као коров у баштама и парковима.

## Дрога и хемијски састав
У жутом соку руса садржи велики број различитих алкалоида, од којих су неки сродни опијуму мака. Најбогатији алкалоидима је корен (до 3%), док се у стаблу налази мање - до 1%. Због присуства велике количине алкалоида многи фитотерапеути сматрају ову биљку отровном и погодном само за спољашњу употребу. Токсичност углавном потиче од алкалоида хелеритрина. Осим алкалоида она садржи и сапонине, органске киселине (хелидонску, лимунску, јабучну идр.), флавоноиде, протеолитичке ензиме (разлажу беланчевине) и др. 

## Употреба
Руса се употребљава у лечењу болова у стомаку, болести јетре (хепатитис), усаглашавању рада система за варење, а делује и на бактерије и то нарочито на Грам позитивне. Постоје и подаци о цитостатичком дејству ове биљке па се њен жути сок (latex) традиционално користи у скидању брадавица, жуљева, лишаја, екцема и других промена на кожи. Такође се у народној медицини користи за лечење тумора и промена на женским полним органима (тумори, миоми, ранице, упале и др.) као чај и средство за испирање.
При употреби русе треба бити веома опрезан. За унутрашњу употребу користи се само осушена биљка и то са паузама: три недеље се користи, а једну паузира. Дневна доза добро осушене биљке је 2-4 g и у тим, терапеутским дозама, не постоји могућност тровања.  Може доћи до повраћања, дијареје, болова у стомаку... При дермалној примени може довести до алергијских реакција.

## Галерија
- цвет
- лист